# Цегелниця
Цегелниця (словен. Cegelnica) — поселення в общині Накло, Горенський регіон, Словенія. Висота над рівнем моря: 431,1 м.